# الکس پارکر
الکس پارکر (انگلیسی: Alex Parker; ۲ اوت ۱۹۳۵ – ۷ ژانویهٔ ۲۰۱۰) بازیکن و مربی فوتبال اهل اسکاتلند بود.
از باشگاه‌هایی که در آن بازی کرده‌است می‌توان به باشگاه فوتبال ساوتپورت، باشگاه فوتبال فالکیرک و باشگاه فوتبال اورتون اشاره کرد.
وی همچنین در تیم‌های ملی فوتبال زیر ۲۱ سال اسکاتلند، اسکاتلند بازی کرده‌است.